# 카프리엘라
카프리엘라(포르투갈어: cafriela, 기니비사우 크리올: kafryela 카프르옐라)는 기니비사우의 닭고기 요리이다. 닭고기를 삶은 다음 직화구이해 내는 음식이며, 기니비사우의 국민 음식으로 여겨진다.

## 이름
포르투갈어 "카프리엘라(cafriela)" 또는 기니비사우 크리올 "카프르옐라(kafryela)"의 어원은 "카프르(cafre)"이며, 이는 포르투갈어에서 과거에 아프리카의 흑인을 부르는 데 쓰였던 말이다. 궁극적인 어원은 "불신자"를 뜻하는 아랍어 "카피르(كَافِر)"이며, 역사적으로 아프리카에서도 무슬림들이 비무슬림을 부르는 말로 쓰여 왔다. 고아 요리 이름인 "카프레알(cafreal)"과는 동원어 관계이다.

## 만들기
닭고기는 소금으로 밑간을 하고, 다진 마늘, 얇게 썬 양파와 피망, 썰지 않은 고추 등 향신채와 월계수잎, 레몬즙, 올리브유, 버터를 넣어 닭육수에 삶는다. 고기가 삶아지면 꺼내서 석쇠에 직화구이한다. 남은 국물을 졸여서 소스로 곁들이기도 하며, 주로 쌀밥과 같이 먹는다.

## 같이 보기
- 카프레알
- 프랑구 피리피리